# Смоуктаун (Пенсільванія)
Смоуктаун (англ. Smoketown) — переписна місцевість (CDP) в США, в окрузі Ланкастер штату Пенсільванія. Населення — 390 осіб (2020).

## Географія
Смоуктаун розташований за координатами 40°2′10″ пн. ш. 76°12′16″ зх. д. / 40.03611° пн. ш. 76.20444° зх. д. (40.036195, -76.204465).  За даними Бюро перепису населення США в 2010 році переписна місцевість мала площу 1,52 км², з яких 1,48 км² — суходіл та 0,04 км² — водойми.

## Демографія
Згідно з переписом 2010 року, у переписній місцевості мешкало 357 осіб у 140 домогосподарствах у складі 102 родин. Густота населення становила 235 осіб/км².  Було 148 помешкань (97/км²).
Расовий склад населення:
| - 95,8 % — білих - 2,5 % — чорних або афроамериканців - 0,6 % — азіатів |

До двох чи більше рас належало 0,8 %. Частка іспаномовних становила 7,8 % від усіх жителів.
За віковим діапазоном населення розподілялося таким чином: 22,4 % — особи молодші 18 років, 56,3 % — особи у віці 18—64 років, 21,3 % — особи у віці 65 років та старші. Медіана віку мешканця становила 43,1 року. На 100 осіб жіночої статі у переписній місцевості припадало 86,9 чоловіків;  на 100 жінок у віці від 18 років та старших — 95,1 чоловіків також старших 18 років.
Середній дохід на одне домашнє господарство  становив 70 667 доларів США (медіана — 51 165), а середній дохід на одну сім'ю — 68 968 доларів (медіана — 47 019). За межею бідності перебувало 7,8 % осіб, у тому числі 0,0 % дітей у віці до 18 років та 0,0 % осіб у віці 65 років та старших.
Цивільне працевлаштоване населення становило 208 осіб. Основні галузі зайнятості: виробництво — 26,4 %, сільське господарство, лісництво, риболовля — 14,9 %, будівництво — 13,0 %.